# Bahnhof Slagelse
Der Bahnhof Slagelse ist eine Station an der Bahnstrecke København–Fredericia.

## Geschichte
Am 27. April 1856 erhielt Slagelse mit der Eröffnung der Strecke Roskilde–Korsør (Vestbanen) durch die Sjællandske Jernbane-Selskab (SJS) erstmals einen Eisenbahnanschluss. Zur Vermeidung von größeren Erdarbeiten wurde der Bahnhof nördlich außerhalb der Stadt errichtet.
Im Zusammenhang mit der Errichtung der am 15. Mai 1892 eingeweihten Staatsbahnstrecke Slagelse–Næstved (über Dalmose) wurde die Linienführung der Vestbane und der Bahnhof in das Stadtgebiet verlegt. Das neue Bahnhofsgebäude wurde vom Staatsbahnarchitekten N.P.C. Holsøe entworfen. In den folgenden Jahren entwickelte sich der Bahnhof Slagelse zum Eisenbahnknotenpunkt. Am 30. April 1898 kam die nach Norden führende und von der Staatsbahn erbaute Strecke Slagelse–Værslev hinzu.
Die Strecke Slagelse–Næstved wurde am 23. Mai 1971 für den Personenverkehr und 1975 für den noch bis Dalmose betriebenen Güterverkehr stillgelegt, die Strecke Slagelse–Værslev wird als Privatbahn noch bis Høng betrieben.
Das Bahnhofsgebäude steht unter Denkmalschutz. Auch das erste Bahnhofsgebäude von Slagelse steht noch. Es liegt an der Nørre Ringgade, deren Verlauf weitgehend der ursprünglichen Bahnstrecke entspricht.
Im Juli und August 2021 wurde der Bahnhof für einen dreistelligen Millionenbetrag komplett saniert. Dabei wurden die Bahnsteige an den Gleisen 2 bis 5 komplett erneuert, die Gleise 1 und 4 jeweils um etwas 350 Meter verlängert, 37 alte Weichen durch nur noch 18 ersetzt, alle Bahnsteigdächer erneuert und dabei fünf Kilometer neue Gleise und etwa 7.000 neue Schwellen verlegt.